# Paso Ticlio
Der Paso Ticlio oder Abra de Anticona ist ein Hochgebirgspass in den peruanischen Anden. Er erreicht eine Höhe von 4818 m. Der Pass verbindet die peruanische Hauptstadt Lima mit den östlichen Landesteilen, unter anderen den großen Städten Huancayo, Jauja und Tarma. Somit ist er eine der wichtigsten West-Ost-Verbindungen des Landes. Über ihn führt die Straße Ruta nacional PE-22, die Bahnstrecke Lima–La Oroya der Peruanischen Zentralbahn unterquert den Pass nur wenig unterhalb der Passhöhe in einem Scheiteltunnel.

## Geografische Lage
Der Pass liegt zur Gänze im Distrikt Chicla in der Provinz Huarochirí der Region Lima. Somit gehört der Pass noch zum nördlichen Teil der Anden. Der Passübergang liegt direkt am Sattelpunkt, die Provinzgrenze etwas weiter östlich.
Die gesamte Höhendifferenz zwischen der Strandpromenade in Lima und dem Pass beträgt 4816 m. Die Steigung der Passstraße liegt größtenteils zwischen 5 und 6 %, nur bei kleinen Teilstücken können Steigungen von 7 oder 8 % vorkommen.

## Verkehr

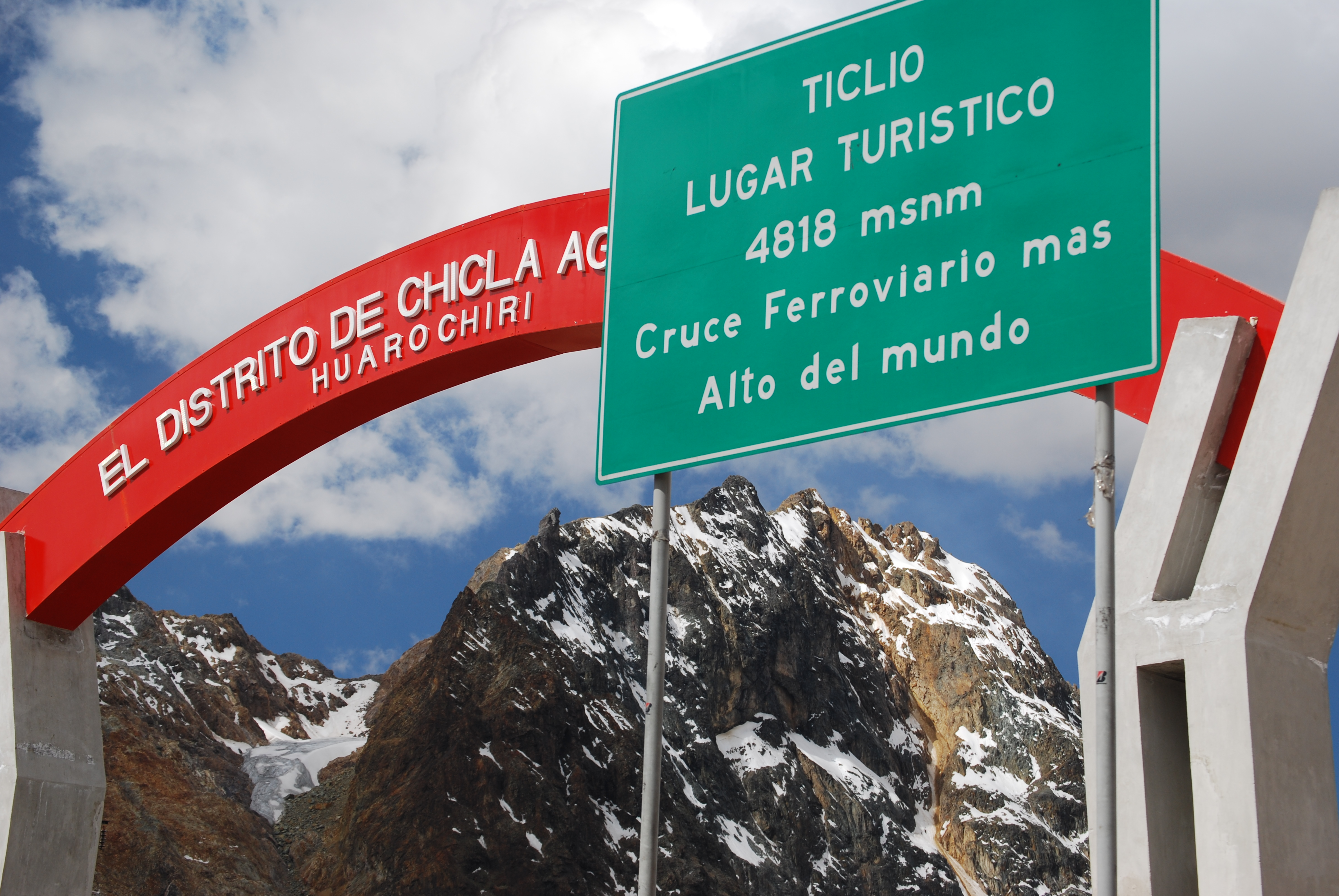
Etwas veraltet: Höchster Punkt, den eine normalspurige Eisenbahn erreichte.

Die Nationalstraße Ruta nacional PE-22 führt über den Pass und verbindet die Hauptstadt Lima mit der Region Junin im Zentrum von Peru, sie ist eine der höchsten Straßen der Welt. Sie hat eine Gesamtlänge von 173,66 km und ist gut asphaltiert. Durch die durchgehend gute und auch ausreichend breite Asphaltierung, bis auf kleine Ausnahmen in einigen Ortschaften, ist die Straße für jede Art von Kraftfahrzeugen und Fahrrädern nutzbar. Es kommt jedoch zwischen Dezember und März häufig zu Erdrutschen.
Die Bahnstrecke Lima–La Oroya verbindet den Hafen von Callao mit dem Eisenbahnknoten La Oroya. Die Strecke hat eine Länge von 222 km und führt dabei über zahlreiche Brücken, 13 Spitzkehren, 68 Tunnel und ein Kehrtunnel. Den Pass unterquert sie im 1177 m langen La Galera-Tunnel. Der höchstgelegene Bahnhof der Strecke ist der Bahnhof Galera mit einer Höhe von 4781 m, rund 1500 Meter südlich der Passhöhe am Westportal des Scheiteltunnels. Der Bahnhof wurde 1886 erbaut und war damals der höchste Normalspurbahnhof des amerikanischen Kontinents. Am Ostportal des Tunnels liegt der Betriebsbahnhof Ticlio. Hier zweigte früher eine Strecke nach Morococha ab. Sie überwand den Pass ohne Scheiteltunnel und erreichte eine Höhe von 4818 m. Das war bis 2006 Weltrekord.

## Klima
Die Temperaturen liegen im Schnitt zwischen +8 °C und −5 °C. Durch den geringen Sauerstoffanteil in der Luft kann es auf dem Pass zur Höhenkrankheit kommen. Durch die Lage am Äquator und die Nähe zum Pazifik mit dem relativ kalten Humboldtstrom erwärmt sich im Laufe des Tages die Luft an der Küste und steigt auf, sodass sich ein Sog vom Meer zum Land bildet und dieser sich zum Nachmittag verstärkt. Dabei bilden sich in den Nachmittagsstunden häufig Quellwolken, die sich auch zu Unwettern entwickeln können, sodass es in den Höhenlagen auch Niederschlag als Schnee oder Graupel geben kann.